# Florø kommun
Florø kommun (norska: Florø kommune) var en kommun (stadskommun, norska: bykommune) i Sogn og Fjordane fylke i västra Norge. Kommunen omfattade staden Florø som samtidigt utgjorde kommunens centralort.

## Administrativ historik
Florø kommun upprättades 3 januari 1861 genom utbrytning ur dåvarande Kinns kommun. Kommunen hade 846 invånare vid upprättandet.
Den 1 januari 1964 gick kommunen upp i Flora kommun. Kommunens hade då 2 040 invånare.
Området utgör sedan den 1 januari 2020 en del av en ny kommun med namnet Kinn.

## Kommunvapen
Blasonering: På raud botn tre sølv sildar i skrå-stilling.
(I rött fält tre balkvis ställda sillar av silver.)
Kommunvapnet godkändes genom kunglig resolution den 19 februari 1960. Efter att Florø gått upp i Flora kommun 1964 godkändes samma kommunvapen för den nya storkommunen genom kunglig resolution den 6 oktober 1967. Motivet syftar på det rika sillfisket som länge varit stadens såväl som bygdens huvudnäring.